# Sture Hult
Sture Hult, född 19 oktober 1910 i Sverige, död 9 november 1995, var en svensk landslagsspelare i fotboll (målvakt) som under året 1932 gjorde fem landskamper för Sverige. 

## Fotbollskarriär
Hult, som under sin klubbkarriär tillhörde IFK Eskilstuna där det som bäst blev en femteplacering i Allsvenskan säsongen 1931/32, var uttagen som reserv på hemmaplan i den svenska truppen till VM 1934.
Hults landslagsdebut skedde i en landskamp mot Finland den 10 juni 1932; en match som ingick i Nordiska mästerskapet 1929–1932 och som vanns med siffrorna 3–1. Det varvades friskt bland målvakterna i den svenska startelvan under året då såväl Eivar Widlund som Gösta Krusberg, Anders Rydberg och Einar Jonasson gav Hult konkurrens. Hult stod i alla fall i ytterligare två matcher i mästerskapet och därpå i en träningsmatch mot Österrike innan han fick göra sin sista landskamp; mot Litauen på Stockholms stadion i en match som vanns med 8–1.

## Meriter

### I landslag
Sverige
- Uttagen till VM (1): 1934 (reserv på hemmaplan)
- 5 landskamper, 0 mål

### I klubblag
IFK Eskilstuna

### Webbkällor
- Profil på transfermarkt.com
- Profil på worldfootball.net
- Profil på besoccer.com
- Lista på landskamper, svenskfotboll.se, läst 2022 01 12